# 9 Equulei
9 Equulei, som är stjärnans Flamsteed-beteckning, är en ensam stjärna, belägen i den mellersta delen av stjärnbilden Lilla hästen. Den har en skenbar magnitud av ca 5,80 och är svagt synlig för blotta ögat där ljusföroreningar ej förekommer. Baserat på parallax enligt Gaia Data Release 2 på ca 4,4 mas, beräknas den befinna sig på ett avstånd på ca 740 ljusår (ca 228 parsek) från solen. Den rör sig närmare solen med en heliocentrisk radialhastighet på ca -22 km/s.

## Egenskaper
9 Equulei är en röd till orange jättestjärna av spektralklass M2 IIIa och ligger på asymptotiska jättegrenen (AGB-stjärna). Den är en stjärna som har förbrukat förrådet av helium i dess kärna och nu genererar energi genom termonukleär fusion av både väte och helium i skal runt en inert kärna av koldioxid och syre. Den har en radie som är ca 58 solradier och utsänder från dess fotosfär ca 720 gånger mera energi än solen vid en effektiv temperatur av ca 3 900 K.
9 Equulei är en misstänkt variabel stjärna med en amplitud på ca 0,05 magnitud.